# 席琳·波蒂爾
席琳·波蒂爾（法語：Céline Boutier，1993年11月10日—），法籍泰裔女子職業高爾夫球運動員，2019年維多利亞高爾夫球公開賽女子組冠軍得主。

## 個人生活
席琳在法國出生，雙親都是泰國裔。她有一個不打高爾夫球的孖生姊妹和一個弟弟。她2016年在杜克大学心理學系畢業，副修經濟。